# Rogers-Ramanujan-Kettenbruch
Der Rogers-Ramanujan-Kettenbruch ist eine mathematische elliptische Funktion. Sie wurde von Leonard James Rogers und Srinivasa Ramanujan entdeckt. Diese Funktion entsteht als Produkt der Fünften-Wurzel-Funktion und des Quotienten der Rogers-Ramanujan-Identitäten {\displaystyle H(x)/G(x)}.

## Definition

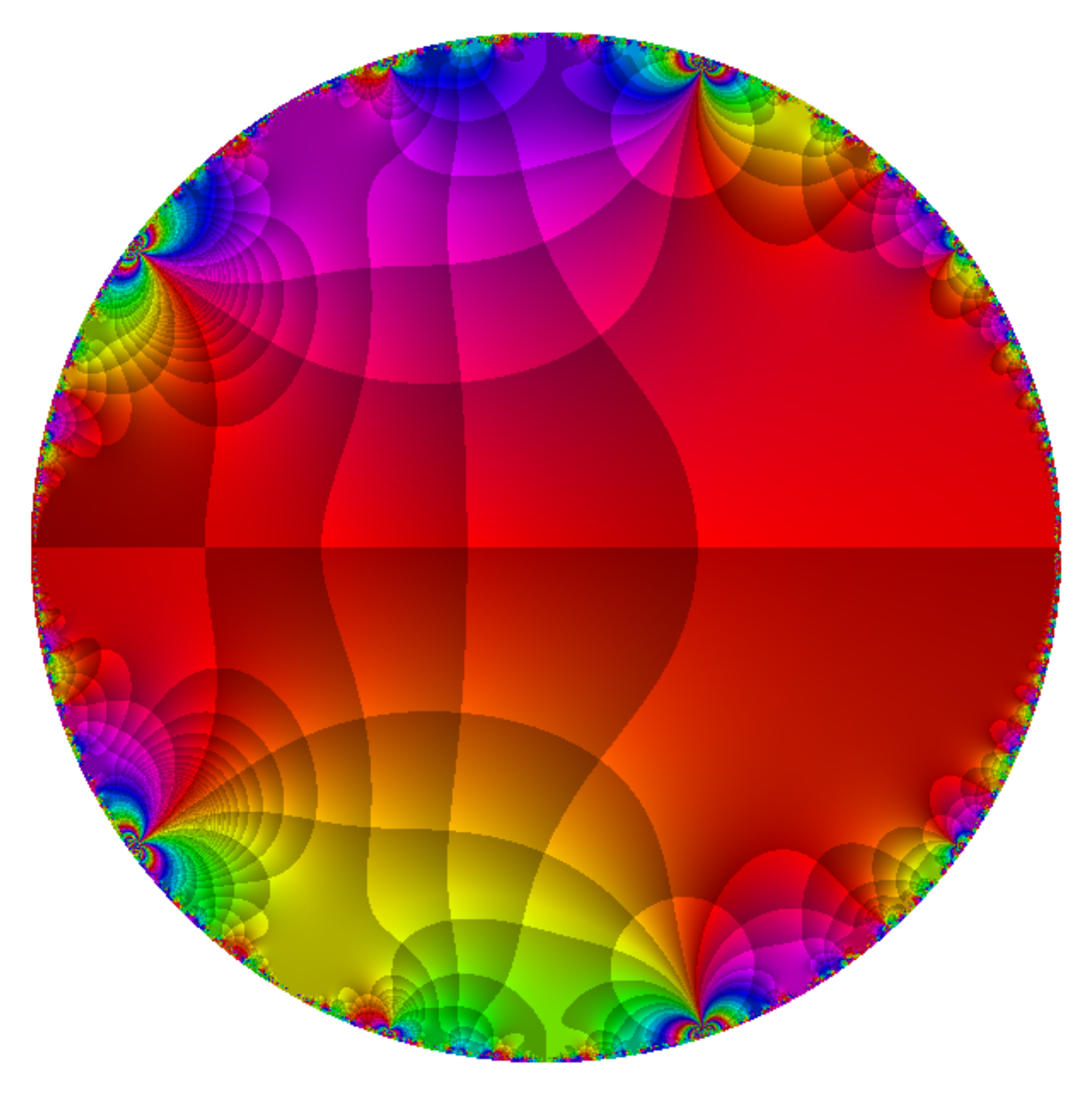
Domänenfärbungsdiagramm des Konvergenzbereichs der Funktion

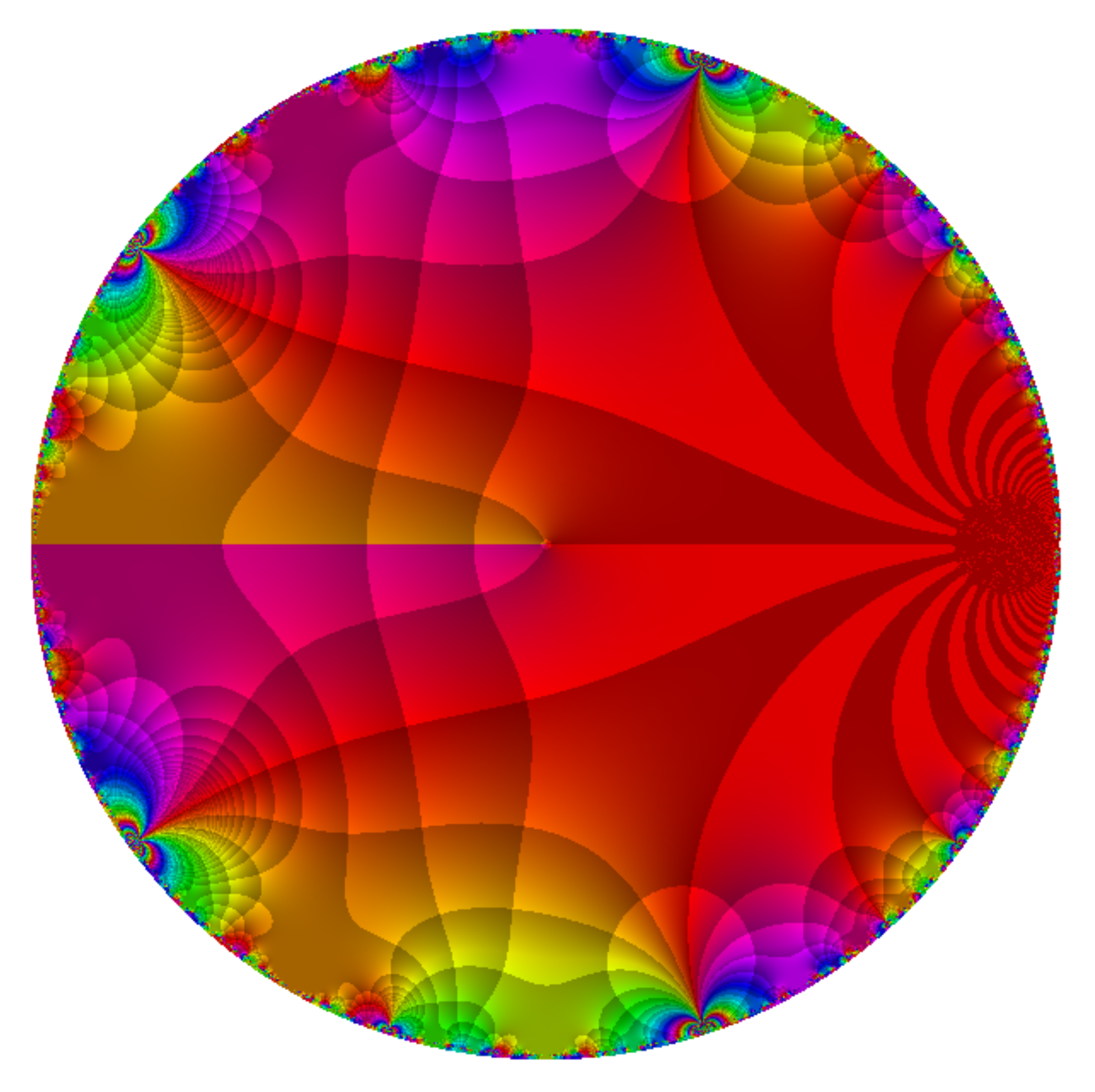
Domänenfärbungsdiagramm der Funktion

Folgende Formel beschreibt die Definition des Rogers-Ramanujan-Kettenbruchs R(x):
{\displaystyle R(x)={\cfrac {x^{1/5}}{1+{\cfrac {x}{1+{\cfrac {x^{2}}{1+{\cfrac {x^{3}}{1+{\cfrac {x^{4}}{1+{\cfrac {x^{5}}{1+{\cfrac {x^{6}}{1+{\cfrac {x^{7}}{\ddots }}}}}}}}}}}}}}}}}
Diese Funktion steht mit den Rogers-Ramanujan-Identitäten in folgendem Zusammenhang:
{\displaystyle G(x)=1+\sum _{n=1}^{\infty }{\frac {x^{\Box (n)}}{(x;x)_{n}}}=(x;x^{5})_{\infty }^{-1}(x^{4};x^{5})_{\infty }^{-1}}
{\displaystyle H(x)=1+\sum _{n=1}^{\infty }{\frac {x^{2\bigtriangleup (n)}}{(x;x)_{n}}}=(x^{2};x^{5})_{\infty }^{-1}(x^{3};x^{5})_{\infty }^{-1}}
{\displaystyle R(x)=x^{1/5}{\frac {H(x)}{G(x)}}}
Mit dem Viereck wird die {\displaystyle n}-te Quadratzahl und mit dem Dreieck die {\displaystyle n}-te Dreieckszahl
{\displaystyle \Delta _{n}={\frac {n\cdot (n+1)}{2}}}
dargestellt. Und mit {\displaystyle (a;b)_{n}} wird das Pochhammer-Symbol ausgedrückt:
{\displaystyle (a;b)_{n}=\prod _{m=0}^{n-1}(1-ab^{m})}
Hierbei muss {\displaystyle n} eine natürliche Zahl sein.
Direkt formuliert gilt somit diese Pochhammer-Darstellung:
{\displaystyle R(x)=x^{1/5}(x;x^{5})_{\infty }(x^{4};x^{5})_{\infty }(x^{2};x^{5})_{\infty }^{-1}(x^{3};x^{5})_{\infty }^{-1}}
Die rechte Seite lässt sich auch als unendliches Produkt darstellen:
{\displaystyle R(x)=x^{1/5}\prod _{n=1}^{\infty }{\frac {(1-x^{5n-1})(1-x^{5n-4})}{(1-x^{5n-2})(1-x^{5n-3})}}}
Analog hierzu ist der alternierende Kettenbruch S(x) so definiert:
{\displaystyle S(x)={\cfrac {x^{1/5}}{1-{\cfrac {x}{1+{\cfrac {x^{2}}{1-{\cfrac {x^{3}}{1+{\cfrac {x^{4}}{\ddots }}}}}}}}}}}
Wenn bei der Definition von {\displaystyle R(x)} der Wert {\displaystyle x=1} eingesetzt wird, dann entsteht der Kettenbruch für den Kehrwert der goldenen Zahl, der gleich dem Vorgänger der goldenen Zahl ist. Der reelle Definitionsbereich der Rogers-Ramanujan-Kettenbruchfunktion nach der Definition über das Pochhammer-Produkt ist das Intervall {\displaystyle \left[0,1\right]}, ihre Bildmenge {\displaystyle \left[0,1/\Phi \right]}. In diesem Intervall ist diese Funktion bijektiv. Das Kürzel {\displaystyle \Phi :=({\sqrt {5}}+1)/2} steht für die Goldene Zahl. Für reelle {\displaystyle x>1} spaltet sich die Funktion nach der Definition über den Kettenbruch zu einer surjektiven Funktion auf. Denn ab diesem Bereich werden jedem {\displaystyle x} zwei {\displaystyle y} zugeordnet. Für {\displaystyle x=0} beginnt der Graph der Rogers-Ramanujan-Kettenbruchfunktion {\displaystyle R(x)} mit senkrechter Steigung und geht in einen rechtsgekrümmten Verlauf über. Für alle Werte {\displaystyle 0<x\leq 1} ist {\displaystyle R(x)} positiv. Zuerst entdeckte Leonard James Rogers diese Funktion im Jahre 1894. Danach entdeckte Srinivasa Ramanujan dieselbe Funktion im Jahre 1913 unabhängig von Rogers. Als dritter Mathematiker entdeckte Issai Schur diese Funktion im Jahre 1917 unabhängig von den beiden zuvor genannten Personen. Beide Mathematiker erkannten dabei den Zusammenhang der Dedekindschen Etafunktion und der Thetafunktion mit ihrer Kettenbruchfunktion. Besondere Bedeutung erlangte die Rogers-Ramanujan-Kettenbruchfunktion beim Lösen von quintischen Gleichungen in der Bring-Jerrard-Form.